# Akameros
Akameros (řecky Ἀκάμηρος, vlastním jménem pravděpodobně Akamir, okolo 799) byl koncem 8. století „archontem Slovanů z Belzetie“ (řecky ό των Σκλαυινών της Βελζητίας άρχων) neboli vůdcem svébytného jihoslovanského společenství ve středním Řecku pod byzantskou nadvládou.
Jeho existenci dokládá jediná zmínka v kronice byzantského mnicha Theofana Homologeta jako hlavu spiknutí zahrnujícího syny Konstantina V. (vládl 741–775) – bývalé caesary Nikefora a Christofora a jejich mladší bratry Niketu, Anthima a Eudokima – kteří byli sesazeni a zmrzačeni svým starším bratrem, císařem Leonem IV. (vládl 775–780). Po smrti Leona jeho manželka Irena (vládla 797–802) sesadila roku 797 svého syna Konstantina VI. (vládl 780–797) a všechny jeho strýce poslala do vyhnanství do Athén, aby neohrožovali její vládu. V březnu 799 se jich Akameros ve spolupráci s vojenskými jednotkami z thematu Hellas plánoval zmocnit a prohlásit jednoho z nich císařem. Spiknutí však bylo zmařeno, protože o něm byla císařovna Irena informována a poslala za nimi do Athén svého věrného příbuzného; bratři byli oslepeni a přemístěni na ostrov Panormos v Marmarském moři. O Akamerovi již pak není nic známo.
Oblast Belzetia  byla některými historiky identifikována s oblastí osídlenou kmenem Velegezitů kolem Demetriady ve východní Thesálii, ale to je pravděpodobně omyl a původ Belzetie je třeba hledat u jiného jihoslovanského kmene Berzitů.